# 唐娜安娜大桥
 
唐娜安娜大桥（英語：Dona Ana Bridge）是莫桑比克的一座跨过赞比西河下游的铁路桥，连接了索法拉省塞納鎮和太特省Mutarara两个城镇，也连接了国家的南北两半。最初目的为建设连接马拉维的莫阿蒂澤煤矿和莫桑比克贝拉的港口的铁路而建。 